# Pavona maldivensis
Espèce
Statut de conservation UICN

 LC  : Préoccupation mineure
Statut CITES
Pavona maldivensis est une espèce de coraux appartenant à la famille des Agariciidae.